# برينجليا
برينجليا أنتيسكوربوتيكا، والمعروفة باسم الكرنب الكيرغيلي، هي نبات مزهر والعضو الوحيد في الجنس الأحادي Pringlea ضمن عائلة كرنبية. يُشتق اسمها الشائع من الأرخبيل الذي اكتُشفت فيه، جزر كيرغولين، بينما يأتي اسم جنسها العلمي تكريمًا للسير جون برينغل، رئيس الجمعية الملكية وقت اكتشافها على يد الجراح ويليام أندرسون، الذي كان ضمن طاقم الكابتن جيمس كوك عام 1776.
على الرغم من مظهره وصلاحيته للأكل، إلا أنه لا يرتبط بالموز العريض الشائع.

## الوصف
تمتلك نبتة برينجليا وردات أوراق يصل قطرها إلى 45 سم، تجلس فوق سيقان معمرة شبه خشبية يبلغ سمكها حوالي 15 سم وطولها يصل إلى متر واحد. تظل السيقان الزهرية المنتصبة على النبات لعدة سنوات.

## الانتشار
ينمو هذا النوع في جزر هيرد النائية وجزر ماكدونالد وكروزيت والأمير إدوارد وجزر كيرغولين. أسلاف برينجليا أنتيسكوربوتيكا من المحتمل أن تكون قد هاجرت من أمريكا الجنوبية منذ حوالي خمسة ملايين سنة. 

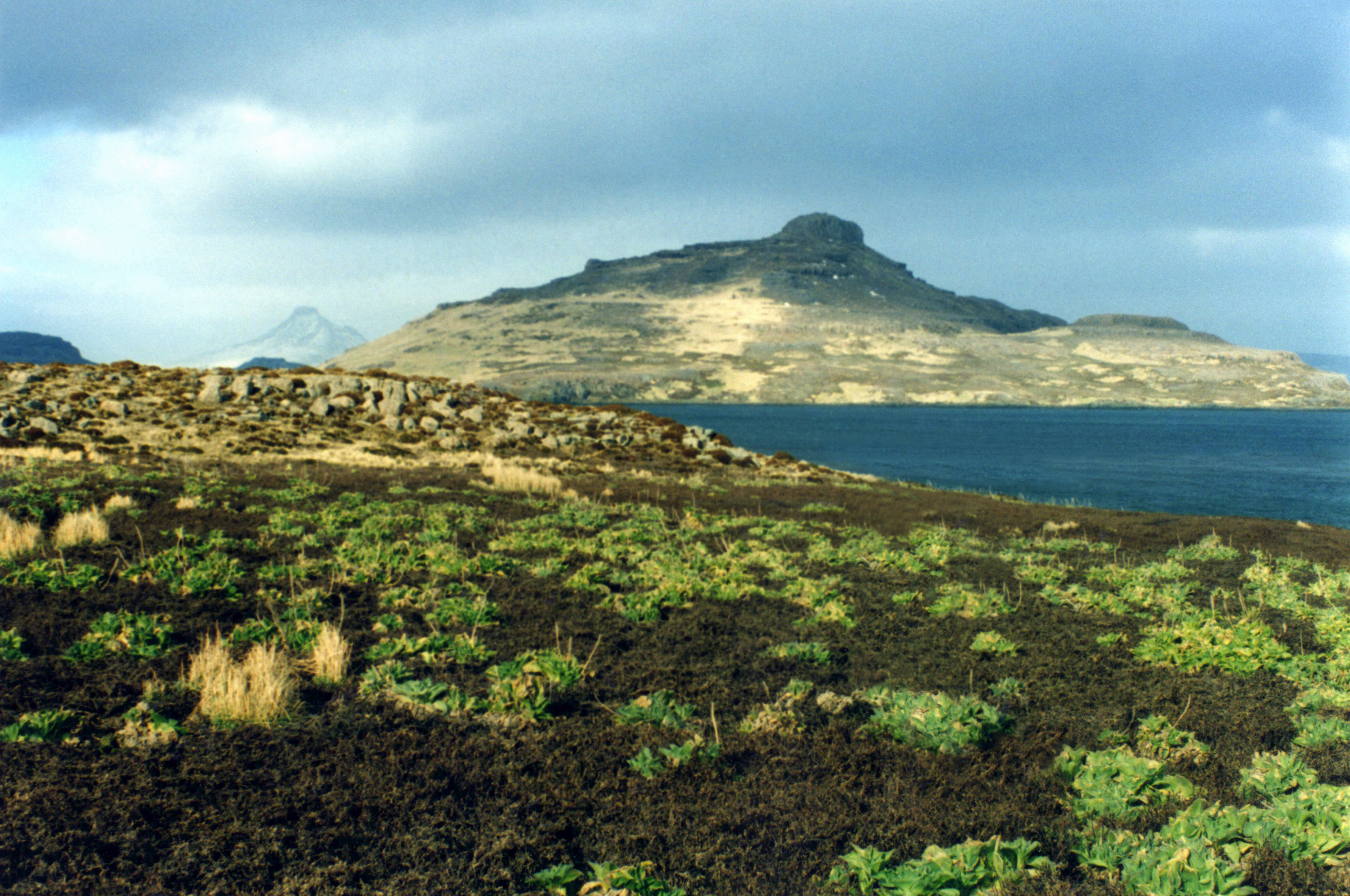
كرنب كيرغولين في جزيرة مايز (جزر كيرغولين)

## علم البيئة
تقع الجزر التي تعتبر الموطن الأصلي للكرنب الكيرغيلي (Pringlea antiscorbutica) عند خط عرض 50° جنوبًا تقريبًا، حيث تتعرض باستمرار لرياح قوية تجعل التلقيح بواسطة الرياح غير ملائم إلا في أيام نادرة تكون الرياح فيها معتدلة. هذا المناخ، بالإضافة إلى غياب الحشرات الملقحة المحتملة، يعني أن الكرنب الكيرغيلي يعتمد فقط على عملية التلقيح الذاتي للبقاء على قيد الحياة.

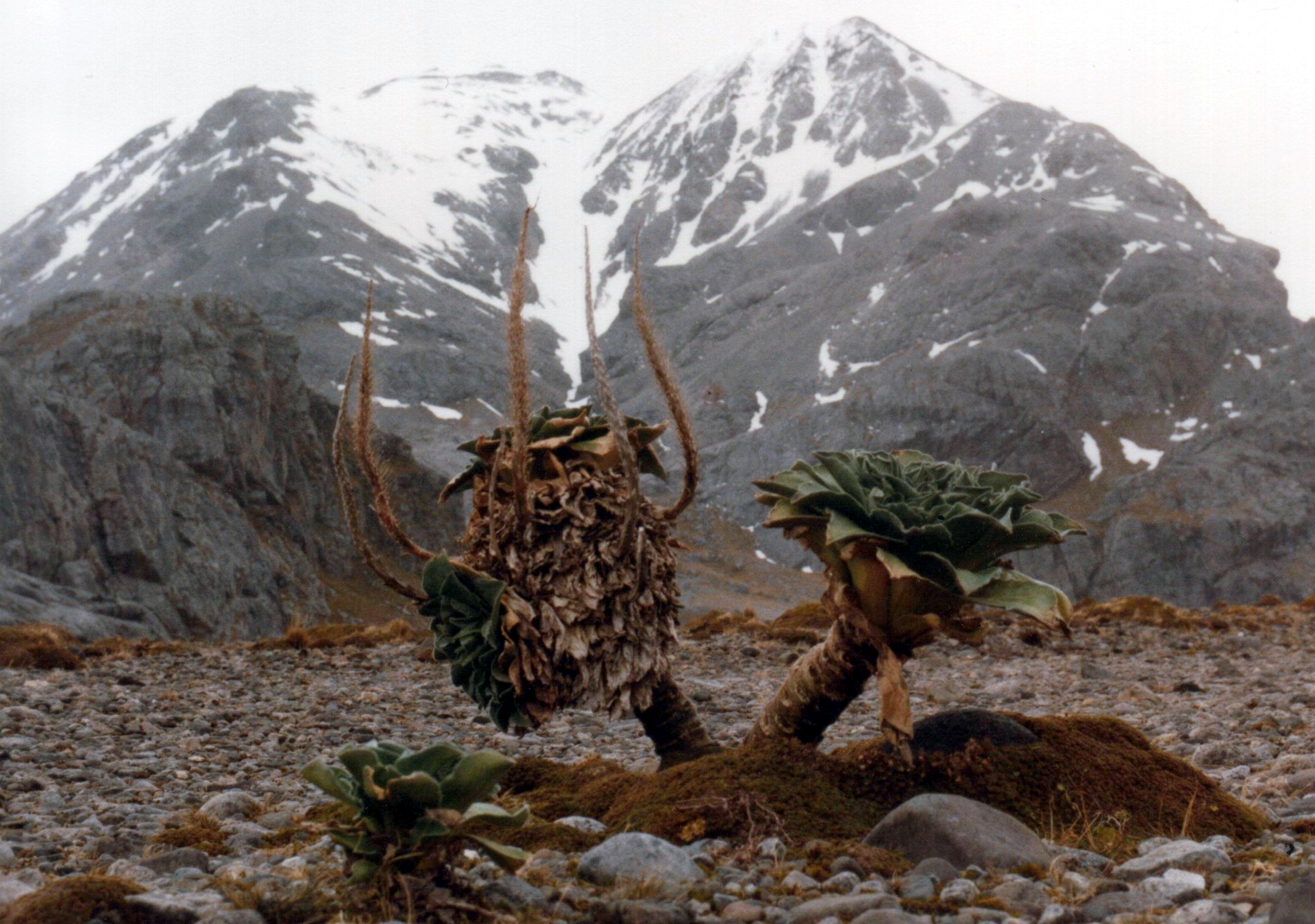
كرنب كيرغيلي قديم على شبه جزيرة رالييه دو باتي، جزيرة كيرغولين.

تنمو نباتات الكرنب الكيرغيلي (Pringlea antiscorbutica) لتصل إلى قطر يبلغ حوالي 50 سم في غضون أربع سنوات، وتزهر لأول مرة في عامها الثالث أو الرابع. في مرحلة النضج، تظهر هذه الأنواع عدة تكيفات مرتبطة بتحمل البرودة، مثل المستويات العالية من البوليامين. يتميز نبات البرنجليا بمحتوى مائي عالٍ جدًا في الأوراق (فوق 83%)، وتدفق الماء من الجذر إلى الأوراق سهل للغاية، وهو أمر غير مشكلة نظرًا لأن محتوى الماء في التربة في مناطق توزيع الكرنب الكيرغيلي يظل مرتفعًا بشكل دائم. يشير ذلك إلى أن زراعة هذا النوع بنجاح في أماكن أخرى تعتبر مهمة صعبة.

## الاستخدامات
النبات صالح للأكل ويحتوي على مستويات عالية من البوتاسيوم. تحتوي أوراقه على زيت غني بفيتامين C، وهو ما جعله جذابًا جدًا للبحارة الذين كانوا يعانون من مرض الاسقربوط في زمن السفن الشراعية. ومن هنا جاءت التسمية النوعية antiscorbutica، التي تعني "مضاد للإسقربوط" في اللغة اللاتينية الدنيا. كان هذا النبات جزءًا أساسيًا من غذاء صيادي الحيتان في كيرغولينعندما نفدت إمدادات لحم الخنزير أو البقر أو الفقمة. في مايو 1840، كان عالم النبات جوزيف دالتون هوكر أول من أجرى تحليلًا علميًا للنبات وقام بإعطائه الاسم اللاتيني.
كما أفاد هوكر بأنه تناول بعض الحساء الذي تم تحضيره باستخدام الكرنب الكيرغيلي، ووصف الأوراق النيئة بأنها لها طعم مشابه للجرجير، والأوراق المغلية بطعم يشبه "الملفوف الفاسد"، والجذر بطعم يشبه الفجل الحار.

## عملية حفظ
تترافق نوعيات الذباب الميكروبزيد Calycopteryx mosleyi مع هذا النبات. كما أن الأرانب التي تم إدخالها إلى كيرغولين حوالي عام 1874، تتغذى على الكرنب، وأصبح النبات الآن مقتصرًا على الأماكن التي لا يمكن الوصول إليها من قبلها. لحسن الحظ، الأرانب غير موجودة في جميع الجزر.